# Villshärad
Villshärad est une localité de Suède située dans la commune de Halmstad du comté de Halland. Elle couvre une superficie de 0,85 km2. En 2010, elle compte 656 habitants.